# 우시다역 (아이치현)
우시다역(일본어: 牛田駅)은 일본 아이치현 지류시에 위치한 나고야 철도 나고야 본선의 철도역이다. 역 번호는 NH 18이며, 상대식 승강장 2면 2선의 구조를 갖춘 지상역이다.

## 타는 곳
| 1 | ■ 나고야 본선 | 하행 | 나고야 · 이누야마 · 쓰시마 방면                 |
| 2 | ■ 나고야 본선 | 상행 | 히가시오카자키 · 도요하시 · 도요카와이나리 방면 |

## 역 주변
- 후지 병원

## 역사
- 1923년 6월 1일 : 아이치 전기 철도의 역으로서 개업.
- 1935년 8월 1일 : 메이기 철도로의 합병에 의해 나고야 철도가 발족했기 때문에, 이 회사의 역이 됨.
- 1992년 9월 18일 : 역사 신축, 유인화.
- 2004년
  - 시기불명 : 재정비, 무인화.
  - 9월 15일 : 트랜 패스의 공용 개시.
- 2011년 2월 11일 : IC 카드 승차권의 공용개시.
- 2012년 2월 29일 : '트랜 패스'의 공용 종료.

## 인접 역
| 나고야 철도 나고야 본선    | 나고야 철도 나고야 본선 | 나고야 철도 나고야 본선      |
| -------------------------- | ----------------------- | ---------------------------- |
| NH 17 신안조 도요하시 방면 | ■ 나고야 본선           | 지류 NH 19 메이테쓰기후 방면 |